# Второй стратегический эшелон РККА
Второй Стратегический эшелон РККА (Армии второй линии) — наименование семи армий, которые накануне Великой Отечественной войны начали сбор и выдвижение в центральную часть и на запад СССР.
На 22 июня 1941 года в движении находились четыре армии и один стрелковый корпус. Одна армия начала собираться к западу от Москвы. Одна армия не начала движение.

## История
Второй стратегический эшелон — резерв Главного Командования — предполагалось создать из 5 армий (16-я, 19-я, 22-я, 24-я, 28-я) в составе 51 дивизии: из них на Юго-Западном фронте сосредоточивались 23 дивизии, на Западном фронте — 9, в районе Москвы предусматривалось развернуть две армии — 24-ю и 28-ю в составе 19 дивизий.
В случае если бы войскам первого стратегического эшелона удалось не только отразить первый удар врага, а и перенести боевые действия на его территорию ещё до развертывания главных сил, второй стратегический эшелон (его рубежом развертывания намечался Днепр) должен был нарастить усилия первого эшелона и развивать ответный удар в соответствии с общим стратегическим замыслом. Однако это предположение, положенное в основу замысла первоначальных боевых действий, теоретически безусловно допустимое, не отвечало конкретно сложившимся условиям. Оно не учитывало в достаточной мере уроков первых военных кампаний Второй мировой войны, в частности того обстоятельства, что в этих кампаниях германская армия (нацистская Германия) наносила свой первый удар главными силами, сосредоточенными и развернутыми на театре военных действий ещё до начала вторжения.

 Из Уральского округа в район Идрица, Себеж, Витебск выдвигалась 22-я армия, из Забайкальского округа в район Бердичев, Проскуров — 16-я армия, из Северо-Кавказского округа в район Черкассы, Белая Церковь — 19-я армия, из Приволжского округа в район Чернигов, Конотоп — 21-я армия. Харьковский округ выдвигал на запад 25-й стрелковый корпус. Одновременно готовились к передислокации войска 20, 24 и 28-й армий.

Эти семь армий (16, 19, 20, 21, 22, 24 и 28-я) составляли второй стратегический эшелон. К началу войны только несколько соединений 19-й армии успели сосредоточиться в намеченных районах, большинство же находилось в пути или пунктах прежней дислокации (см. Великая Отечественная война Советского Союза 1941—1945. Краткая история, стр. 53; 50 лет Вооруженных Сил СССР, стр. 260; «Коммунист», 1968, № 12, стр. 67—68).
На базе управлений военных округов накануне Великой Отечественной войны были созданы 7 армий, 4 из которых начали выдвижение к берегам Западной Двины и Днепра:
- 22-я армия (22 А), сформированная на основе войск Уральского военного округа ближе к Западному особому военному округу.
- 20-я армия (20 А) — Орловского военного округа в Московский военный округ.
- 21-я армия (21 А) — Приволжского военного округа ближе к Западному особому военному округу.
- 19-я армия (19 А) — Северо-Кавказского военного округа в Киевский особый военный округ.
- 16-я армия (16 А) — Забайкальского военного округа в Киевский особый военный округ.
- 24-я армия (24 А) — Сибирского военного округа в Московский военный округ.
- 28-я армия (28 А) — Архангельского военного округа в Московский военный округ.

24-я и 28-я армии не начинали выдвижение к границам, они должны были сосредоточиться под Москвой. 20-я армия также к границе не отправлялась, а начала собираться под Москвой. Ближе к 22 июня 28-я армия была исключена из состава второго стратегического эшелона.
А 16-я, 19-я, 21-я и 22-я армии занимали рубеж Западной Двины и Днепра и не стояли «в затылок» к армиям Первого Стратегического эшелона.
Следует сказать, что выдвигаемые армии были малокомплектны: если личным составом, с объявлением мобилизации, можно было пополниться из местных жителей (как это случилось с дивизией С. С. Бирюзова (132 сд) и Н. А. Гагена (153 сд)), то с оружием, боеприпасами и автомобилями были серьёзные затруднения. Часть складских запасов была потеряна, хотя отдельные заведующие складами пытались с началом войны раздать имущество отступавшим войскам, — так, например, поступил комбриг Н. А. Антипенко.
Сразу после начала войны с Германией, 25 июня 1941 года, была создана группа войск армий второй линии со штабом в Брянске (главнокомандующий — маршал С. М. Буденный, член Военного совета — секретарь ЦК ВКП(б) Г. М. Маленков, врид начальника штаба — генерал-майор А. П. Покровский), в которую вошли четыре армии, уже начавшие прибывать в места новой дислокации:
- 22-я (штаб — Великие Луки):
  - 62-й ск (170-я, 174-я, 186-я сд; Себеж, Идрица)
  - 51-й ск (98-я, 112-я, 153-я сд; Дретунь, Витебск)
- 20-я армия (штаб — Смоленск):
  - 61-й ск (110-я, 172-я сд; Могилёв)
  - 69-й ск (73-я, 229-я, 233-я сд; Смоленск)
  - 20-й ск (137-я, 144-я, 160-я сд; Кричев, Чаусы)
  - 41-й ск (118-я, 235-я сд; Дорогобуж)
- 21-я армия (штаб — Чернигов):
  - 66-й ск (18-я, 61-я, 117-я сд; Чернигов, Остёр)
  - 63-й ск (53-я, 148-я, 167-я сд, 546-й кап; Гомель, Новозыбков)
  - 45-й ск (187-я, 232-я сд; Чернигов, Краснянский лагерь)
  - 30-й ск (19-я, 149-я, 154-я сд; Батуринский лагерь)
  - 33-й ск (89-я, 120-я, 145-я сд; Городня, Добрянка) и 387-й гап (Чернигов)
- 19-я армия (штаб — Черкассы):
  - 34-й ск (38-я, 129-я, 158-я, 171-я сд; Черкассы, Белая Церковь)
  - 25-й ск (127-я, 134-я, 162-я сд, 394-й кап; Ржищев, Золотоноша, Лубня)
  - 67-й ск (102-я, 132-я, 151-я сд; Корсунь)
  - 25-й мк (50-я, 55-я тд, 219-я мд; Тараща, Стеблев, Богуслав).

Поскольку советское руководство предполагало быстро отбить немецкий удар, 25 июня группе армий ставили следующие задачи:

а) Отрекогносцировать и приступить к подготовке оборонительного рубежа главной полосы по линии Сущево, Невель, Витебск, Могилёв, Жлобин, Гомель, Чернигов, р. Десна, р. Днепр до Кременчуга. Передний план полосы заграждений и начертание главной полосы обороны до линии Гомель указано на карте, полученной Покровским.
б) быть готовым по особому указанию Верховного Командования к переходу в контрнаступление…

В начале июля 1941 года, в связи с катастрофическим развитием событий на московском направлении, пять армий второго стратегического эшелона (четыре армии группы войск Резерва Ставки плюс 16-я армия) были переданы в состав Западного фронта, который фактически пришлось формировать заново.
Ещё две армии (24-я и 28-я) продолжали сосредоточение в районе Вязьмы и Рославля и позже 24-я армия и части расформированной 28-й армии были включены в состав Резервного фронта.
В разное время в состав второго стратегического эшелона входила 28-я армия, на 22 июня 1941 года она была исключена из него. Несмотря на это, часто эту армию включают во второй стратегический эшелон.